# Ledina Çelo
Ledina Çelo (ur. 9 lutego 1977 w Tiranie) – albańska piosenkarka i modelka.
Reprezentantka Albanii w 50. Konkursie Piosenki Eurowizji (2005).

## Życiorys
Po ukończeniu nauki w liceum artystycznym Jordan Misja podjęła studia z zakresu wokalistyki w Akademii Sztuk w Tiranie. W wieku 13 lat zadebiutowała scenicznie występem podczas koncertu w Pałacu Pionierów w Tiranie. W 1995 wystartowała na Festiwalu Piosenki Albańskiej w Tiranie, gdzie zaśpiewała piosenkę „E doni dashurine?” w duecie z Luanem Zhegu. W latach 1999–2000 pracowała jako modelka w Londynie.
W 2004 przyjęła propozycję poprowadzenia festiwalu Festivali i Këngës. Pod koniec roku zgłosiła się z utworem „Nesër shkoj” do udziału w kolejnej edycji wydarzenia, a w połowie grudnia zajęła pierwsze miejsce w finale, dzięki czemu została reprezentantką Albanii podczas 50. Konkursu Piosenki Eurowizji w Kijowie. W styczniu 2005 wygrała nagrodę publiczności podczas Festiwalu Kënga Magjike w Prisztinie. Przed występem na Eurowizji wyruszyła w europejską trasę promocyjną. W promocji wsparła ją sieć telekomunikacyjna Vodafone, a wizerunkowo sieć AMC. Kilka dni przed koncertem producenci utworu poinformowali, że wycofują się z konkursu, ponieważ krajowy nadawca oraz sieć telekomunikacyjna AMC przywłaszczyła sobie prawa do piosenki oraz przygotowała konferencję prasową bez ich udziału. Piosenkarka wyraziła zaskoczenie całą sytuacją, podobnie jak Gezim Podgorica, szef delegacji eurowizyjnej Albanii. Ostatecznie wystartowała w konkursie, a w odbywającym się 21 maja finale konkursu zaśpiewała anglojęzyczną wersję swojej piosenki – „Tomorrow I Go”, z którą zajęła ostatecznie 16. miejsce z 53 punktami na koncie. W listopadzie 2006 zgłosiła się do udziału na festiwalu Kënga Magjike, podczas którego zajęła drugie miejsce z piosenką „Jemi te huaj”.

## Życie prywatne
W 2009 wyszła za Naima Kabashiego, byłego mistrza świata w kick-boxingu.
W 2015 uzyskała niemieckie obywatelstwo.